# Félicie est là (téléfilm, 1968)
Pour plus de détails, voir Fiche technique et Distribution.
Félicie est là est un téléfilm français réalisé par Claude Barma, qui fait partie de la série Les Enquêtes du commissaire Maigret, d'après le roman homonyme de Georges Simenon. Il a été adapté par Jacques Rémy et Claude Barma. La première diffusion date du 7 décembre 1968 ; l'épisode, d'une durée de 82 minutes, est en noir et blanc.

## Synopsis
Un retraité, ancien comptable pour une compagnie maritime qui avait perdu sa jambe lors d'un voyage, est tué d'un coup de feu dans son pavillon, non loin de Poissy. Félicie, une jeune femme qui travaillait pour le compte de « Jambes de Bois » et qui le connaissait depuis sept ans, fait semblant de ne s'être rendue compte de rien. Comme elle hérite de la totalité des biens du défunt, Maigret se penche sur la personnalité de Félicie et fait rapidement le lien avec un vol de bijoux effectué quelques années plus tôt dans une boîte de nuit de Paris.

## Fiche technique
- Titre : Félicie est là
- Réalisation : Claude Barma
- Adaptation : Claude Barma et Jacques Rémy
- Dialogues : Jacques Rémy
- Musique : Raymond Bernard
- Directeurs de la photographie : Roger Arrignon et J. Limousin
- Décors : Maurice Valay
- Ensemblier : Philippe Deve
- Costumes : Huguette Chasseloup
- Ingénieur de la vision : Pierre Pourcheron
- Cadreurs vidéo : Jacques Baujard, Jean-Pierre Bouyon, Jean-Claude Doche, André Liénard
- Ingénieur du son vidéo : Jean Kac
- Cadreur film : Serge Marcheux
- Ingénieur du son film : Henri Coraux
- Montage : Andrée Lemaire et Michel Nezick
- Bruitage : Daniel Couteau
- Documentation sonore : Christian Londe
- Mixage : Daniel Léonard
- Chef de production : Roger Verger
- Assistants réalisateur : Jérôme Habans et Stéphane Bertin

## Distribution
- Jean Richard : Commissaire Maigret
- Frédérique Meininger : Félicie
- Guy Vassal : Jacques Pétillon
- André Haber : Forrentin
- Maurice Bourbon : Lepape
- Gérard Borlant : Louvet
- Jean Lanier : Directeur de la P.J.
- François Cadet : inspecteur Lucas
- Maurice Gautier : inspecteur Thorens
- Christian Rémy : inspceteur Janvier
- Maurice Coussonneau : inspecteur jourdan
- Eva Damien : Adèle Chauvasson
- Mario Pilar : Babin
- Georges Montax : Fernand, le patron du « Gai Pinson »
- Henri Gilabert : le patron du « Pélican »
- Rodolphe Limeil : Jules Lapie
- Nicole Desailly : Madame Lapie
- Wilfrid Durry : Monsieur Lapie
- Antoine Marin : le menuisier
- Anne-Marie Jabraud : Mélanie Chochoi
- Philippe Sauterec : le mécano
- Jacqueline Rivière : la dame de la P.J.
- Marc Monjou : le monsieur de la P.J.
- Tatiana Bigarani : l’infirmière
- Christine Ellsen : la dame de la rafle de Pigalle
- Lucien Desagneaux : un consommateur au « Pélican » (non crédité)
- Roland Malet : un agent de police dans le hall de la P.J. et un agent de police à la rafle de Pigalle  (non crédité)
- Raymond Pierson : un agent de police dans les couloirs de la P.J. (non crédité)
- Roger Lecuyer : un homme dans le hall de la P.J. (non crédité)
- Adrien Cayla-Legrand : un homme dans le hall de la P.J. (non crédité)
- Albert Daumergue : un homme à la rafle de Pigalle (non crédité)